# Jerzy Krzekotowski

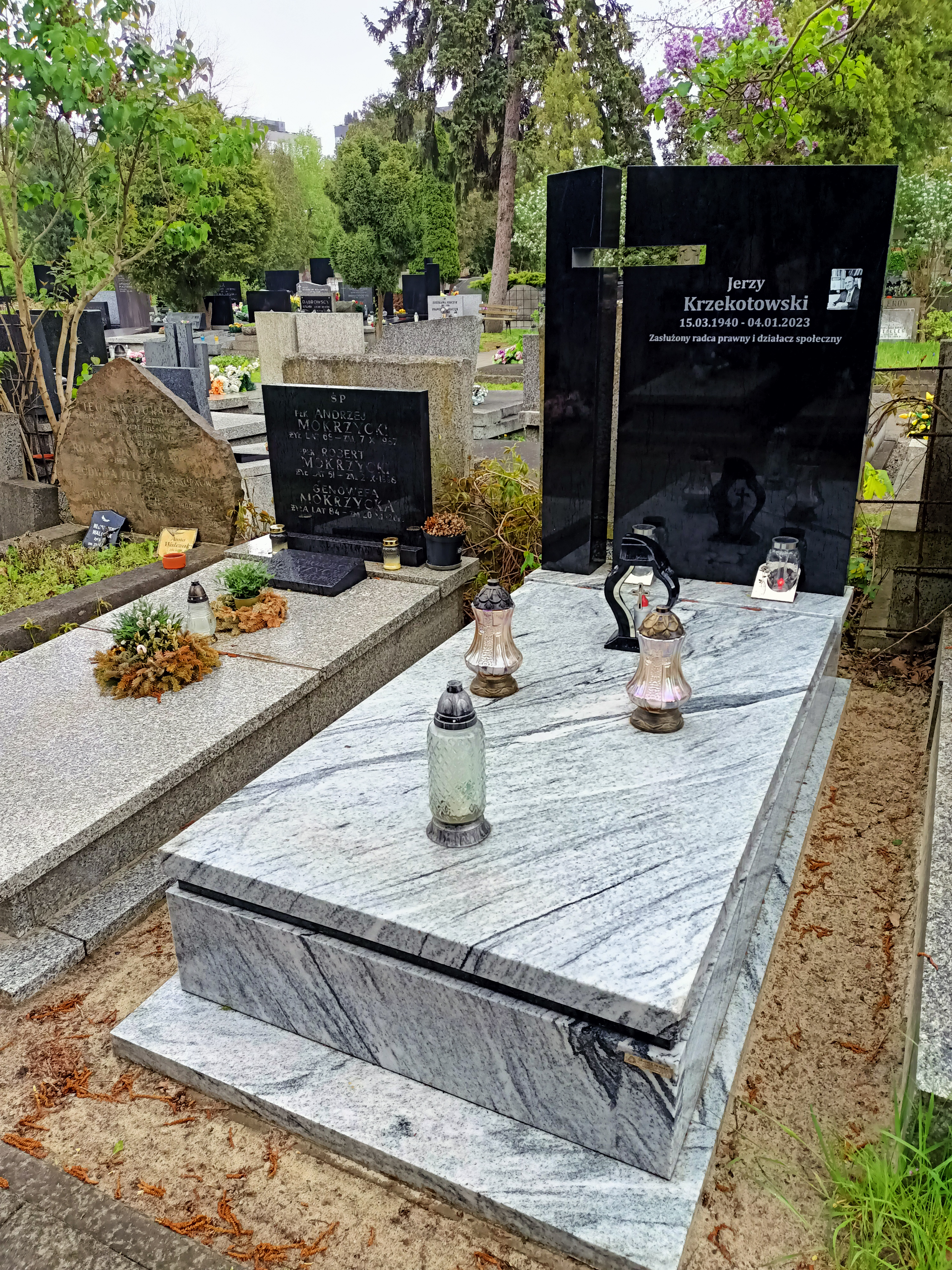
Grób Jerzego Krzekotowskiego na cmentarzu wojskowym na Powązkach

Jerzy Wojciech Krzekotowski (ur. 15 marca 1940 w Nowych Skalmierzycach, zm. 4 stycznia 2023 w Warszawie) – polski radca prawny, działacz społeczny i polityk, kandydat na prezydenta Warszawy w 2002 i 2006.

## Życiorys
Ukończył studia prawnicze na Uniwersytecie im. Adama Mickiewicza w Poznaniu. Z zawodu był radcą prawnym. Przez 12 lat zatrudniony w Urzędzie Miejskim w Szczecinie, następnie przez dwie dekady w Urzędzie Mieszkalnictwa w Warszawie. Współtworzył Fundację „Pomocna dłoń” oraz Centrum Zamieszkania Osieroconych Dzieci Niepełnosprawnych w Warszawie-Wawrze. Zajmował stanowiska kierownicze w Ministerstwie Budownictwa i Centralnym Związku Spółdzielni Budownictwa Mieszkaniowego. Był zaangażowany w pomoc właścicielom warszawskich nieruchomości, odebranych im na mocy tzw. dekretu Bieruta.
Wieloletni członek Stronnictwa Demokratycznego. Przez szereg kadencji wykonywał mandat radnego rad narodowych z ramienia SD, w Szczecinie i Warszawie. W III Rzeczypospolitej wielokrotnie ubiegał się o mandat radnego rad różnego stopnia z ramienia SD, a także stworzonych przez siebie komitetów (m.in. Komitetu Wyborczego Wyborców Jerzego Krzekotowskiego „Warszawa, Prawo i Dom”). W 2001 ubiegał się o mandat posła z warszawskiej listy SLD. W 2002 bezskutecznie startował w wyborach na prezydenta Warszawy z ramienia Komitetu „Warszawa, Prawo i Dom”, a w 2006 bez powodzenia kandydował w wyborach głowy stolicy z poparciem KW „Nasza Warszawa i Mazowsze”, uzyskując 0,18% głosów w I turze. W 2005 kandydował do Senatu z ramienia KW Centrum. W wyborach parlamentarnych w 2011 był kandydatem do Senatu w okręgu śródmiejsko-warszawskim.
Został przewodniczącym Polskiego Stowarzyszenia Mieszkalnictwa. Autor i współautor wielu książek i poradników o problematyce spółdzielczości mieszkaniowej.

## Życie prywatne
Jego rodzicami byli Ignacy i Maria. Był mężem Krystyny Krzekotowskiej. 17 stycznia 2023 pochowany na Cmentarzu Wojskowym na Powązkach.